# Юлія Єс
Юлія Єс (нім. Julia Jehs; нар. 29 березня 1975) — колишня німецька тенісистка.
Найвищу одиночну позицію світового рейтингу — 223 місце досягла 26 квітня 1993, парну — 439 місце — 15 лютого 1993 року.

## Фінали ITF

### Одиночний розряд: 2 (0–2)
| Результат | Ранг | Дата          | Турнір              | Покриття | Суперниця      | Рахунок  |
| --------- | ---- | ------------- | ------------------- | -------- | -------------- | -------- |
| Поразка   | 1.   | 26 січня 1992 | Берген, Норвегія    | Килим    | Олена Макарова | 0–6, 0–6 |
| Поразка   | 2.   | 9 липня 1995  | Штутгарт, Німеччина | Ґрунт    | Ленка Ценкова  | 4–6, 1–6 |

### Парний розряд: 1 (0–1)
| Результат | Ранг | Дата             | Турнір                          | Покриття | Партнерка    | Суперниці                    | Рахунок  |
| --------- | ---- | ---------------- | ------------------------------- | -------- | ------------ | ---------------------------- | -------- |
| Поразка   | 1.   | 1 листопада 1992 | Мадейра (архіпелаг), Португалія | Тверде   | Ельс Калленс | Карін Пташек Маріанне Валлін | 1–6, 3–6 |